# Krishna Baldev Vaid
Œuvres principales
Uska Bachpan (1957)
Bimal Urf Jayen to Jayen Kahan (1974)
Guzara Hua Zamana (1981)
Krishna Baldev Vaid (hindi : कृष्ण बलदेव वैद ) (né le 27 juillet 1927 à Dinga, dans le district de Gujrat, dans le Nord de l'actuelle province du Pendjab pakistanais, alors dans le Raj britannique  et mort le 6 février 2020  à New York) est un écrivain, dramaturge, diariste et universitaire indien d'expression hindi, connu pour son style narratif expérimental et iconoclaste, considéré comme l'une des figures majeures de la littérature indienne contemporaine. Le monde fictionnel de Vaid explore les multiples strates de l'individu indien moderne.

## Biographie
Krishna Baldev Vaid est né à Dinga, dans ce qui est aujourd'hui le Pakistan. Lui et sa famille ont déménagé en tant que réfugiés lors de la partition du sous-continent indien en 1947, qui a abouti à la création de l'Inde et du Pakistan modernes. Il étudie à l'université du Panjab à Chandigarh et obtient son doctorat à l'université Harvard. Sa thèse sur Henry James, intitulée Technique in the Tales of Henry James est publiée par Harvard University Press en 1964.
Il enseigne dans plusieurs universités indiennes et s'installe en 1966 aux États-Unis, où il poursuit sa carrière universitaire. Ses œuvres littéraires ont été traduites et publiées en anglais, français, allemand, italien, polonais, russe, japonais et plusieurs langues indiennes. Parmi ses œuvres les plus connues, on peut notamment citer Uska Bachpan (1957) — son premier livre — traduit en anglais par Vaid lui-même et publié sous le titre Steps in Darkness, dans lequel il explore la violence domestique, Bimal Urf Jayen to Jayen Kahan traduit en anglais sous le titre Bimal in Bog (1974) ou encore Guzara Hua Zamana (1981) traduit en anglais sous le titre The Broken Mirror.
Krishna Baldev Vaid a enfreint toutes les règles de la littérature hindi. Son ami l'écrivain Ashok Vajpeyi (en) célèbre son génie pour repousser les limites, dans un texte — The Curator of Darkness (Le Conservateur des ténèbres) — publié en août 2007.
Il a effectué la première traduction des pièces de Samuel Beckett En attendant Godot et Fin de partie en langue hindie en 1968.
Après sa retraite en tant que professeur de littérature anglaise à l'université d'État de New York à Potsdam, en 1985, il retourne en Inde, où il va vivre pendant plus de deux décennies et poursuivre ses activités littéraires. En 2010, il retourne aux États-Unis, où il réside jusqu'à sa mort le 6 février 2020, à l'âge de 92 ans.
Il est le père d'Urvashi Vaid (née en 1958), avocate, écrivaine et activiste LGBT américaine, et de Jyotsna Vaid (en), universitaire américaine, professeur de psychologie à l'université A&M du Texas. Il a une autre fille, Rachna. Vaid est également le grand-père de l'artiste-performeur Alok Vaid-Menon (né en 1991).

## Œuvres

### Romans
- Uska Bachpan (1957)
- Bimal Urf Jayen to Jayen Kahan (1974)
- Nasreen
- Ek Naukrani Ki Diary
- Dard La Dava
- Doosra Na Koi
- Guzara Hua Zamana (1981)
- Kala Kolaj
- Maya Lok
- Nar Nari

### Recueils de nouvelles
- Beech ka Darwaza .
- Mera Dushman.
- Bodhisatva ki Biwi.
- Badchalan Biwiyo ka Dweep.
- Doosra Kinare Se'
- Lapata
- Uske Bayan
- Vah aur main
- Khali Kitab Ka jadoo
- Pravas Ganga
- Khamoshi
- Alap  Lila
- Pita Ki Parchhaiyan
- Mera Dushman: Sampoorn Kahaniyan Part 1
- Raat ki Sair: Sampoorn Kahanian Part 2

### Théâtre
- Bhookh Aag Hai
- Hamari Boodhiya
- Pariwar Akhada
- Savaal aur Swapna
- Mona Lisa ki Muskaan
- Kehte hain Jisko Payar
- Unt ka Ujala

### Journaux
- Khvab hai Divane ka
- Shama har Rang mein
- Duboya Mujhko Hone Ne
- Jab Aankh Khul Gayee

### Essais
- Technique in the Tales of Henry James », Harvard University Press, 1964 •  (ISBN 978-0-67486-450-4)

## Œuvres traduites en français
- Histoire de renaissances, nouvelles présentées et traduites du hindi par Annie Montaut, avec le concours du Centre national du livre, ouvrage bilingue hindi-français, Langues & Mondes, l'Asiathèque, Paris 2002, 211 pages  (ISBN 2-911053-81-8)

## Crédit d'auteurs
- (en) Cet article est partiellement ou en totalité issu de l’article de Wikipédia en anglais intitulé « Krishna Baldev Vaid » (voir la liste des auteurs).